# Martin Ulander
Martin Ulander (født 23. februar 1976) er en svensk tidligere fodboldspiller.
Ulander voksede op i Jönköping, hvor han startede med at spille fodbold i IF Hallby. Han kom i 1991 på ungdomsholdet i Jönköping Södra. Her fik IFK Göteborg øje til den alsidige defensive spiller. Først spillede han på ungdomsholdet, men i 1994 rykkede han op på førsteholdet. I perioden 1994-1996 var han med til at vinde tre Allsvenskan-titler med IFK Göteborg. I 1996 skiftede han til ligarivalerne Örgryte, hvor han var indtil 2003. Her skiftede han til AGF, hvor han spillede sammen med landsmændene Jeffrey Aubynn og Nicklas Carlsson. Han fik ikke større succes på det aarhusianske hold, og i 2005 vendte han tilbage til Allsvenskan, hvor han igen spillede for IFK Göteborg. Ulander valgte i 2006 at indstille sin karriere pga. en række skader. 
Ulander debuterede i 2001 på det svenske landshold, hvor han derefter måtte vente i to år, inden han i 2003 igen blev udtaget. Han spillede i alt fire kampe uden at score.